# Lista de cinesseriados produzidos na década de 1930
| Produtora                                          | Título                                     | Capítulos | Gênero                    | Diretor                           | Elenco                                                                                         | Observações |
| -------------------------------------------------- | ------------------------------------------ | --------- | ------------------------- | --------------------------------- | ---------------------------------------------------------------------------------------------- | --- |
| 1930                                               |                                            |           |                           |                                   |                                                                                                | |
| Ben Wilson Productions                             | The Voice from the Sky                     | 10        | Ficção Científica         | Ben F. Wilson                     | Wally Wales Neva Gerber                                                                        | No Brasil, "A Voz do Trovão". Lançado a partir de janeiro de 1930, portanto tem sido considerado o primeiro seriado com som completo, pois The Indians Are Coming, geralmente considerado o primeiro seriado totalmente sonorizado, só foi lançado em outubro de 1930. |
| Mascot Pictures                                    | The Lone Defender                          | 12        | Western                   | Richard Thorpe                    | Rin Tin Tin Walter Miller June Marlowe Josef Swickard Buzz Barton                              | No Brasil, "Sentinela Avançada". |
| Universal Studios                                  | The Jade Box                               | 10        | Suspensel                 | Ray Taylor                        | Jack Perrin Louise Lorraine Francis Ford Eileen Sedgwick                                       | No Brasil, "A Caixa Sagrada". |
| Universal Studios                                  | The Lightning Express                      | 10        | Western                   | Henry MacRae                      | Lane Chandler Louise Lorraine Al Ferguson                                                      | Considerado perdido. No Brasil "O Expresso do Oeste". |
| Universal Studios                                  | Terry of the Times                         | 10        | Ação                      | Henry MacRae                      | Reed Howes Lotus Thompson Sheldon Lewis John Oscar                                             | Último seriado parcialmente mudo. Considerado perdido. No Brasil, "A Quadrilha dos Mendigos". |
| Universal Studios                                  | The Indians Are Coming                     | 12        | Western                   | Henry MacRae                      | Tim McCoy Allene Ray Edmund Cobb Francis Ford                                                  | Primeiro seriado totalmente falado. No Brasil, "Índios do Oeste". Há controvérsias sobre ser o primeiro seriado sonoro, pois The Voice from the Sky foi lançado em janeiro de 1930.                                                                                    |
| 1931                                               |                                            |           |                           |                                   |                                                                                                | |
| Mascot Pictures                                    | The Phantom of the West                    | 10        | Western                   | D. Ross Lederman                  | Tom Tyler William Desmond Dorothy Gulliver                                                     | No Brasil: "O Fantasma do Oeste". |
| Mascot Pictures                                    | King of the Wild                           | 12        | Ação                      | B. Reeves Eason Richard Thorpe    | Walter Miller Nora Lane Dorothy Christy Boris Karloff                                          | No Brasil, "O Segredo dos Diamantes". |
| Mascot Pictures                                    | The Vanishing Legion                       | 12        | Western                   | Ford Beebe B. Reeves Eason        | Harry Carey Edwina Booth William Desmond                                                       | No Brasil, "Legião de Centauros". |
| Mascot Pictures                                    | The Galloping Ghost                        | 12        | Western Ação              | B. Reeves Eason Benjamin H. Kline | Harold 'Red' Grange Dorothy Gulliver Tom Dugan Walter Miller                                   | No Brasil, "O Jogador Galopante" |
| Mascot Pictures                                    | The Lightning Warrior                      | 12        | Western                   | Benjamin H. Kline Armand Schaefer | Rin Tin Tin Frankie Darro Hayden Stevenson George Brent Pat O'Malley Georgia Hale Helen Gibson | No Brasil, "O Grande Guerreiro". |
| Metropolitan Pictures                              | The Sign of the Wolf                       | 10        | Western Aventura          | Forrest Sheldon Harry S. Webb     | Rex Lease Virginia Brown Faire                                                                 | Reeditado como The Lone Trail, em 1932. |
| Harry Webb Productions/ Syndicate Pictures         | The Mystery Trooper                        | 10        | Western                   | Stuart Paton Harry S. Webb        | Robert Frazer Blanche Mehaffey                                                                 | Posteriormente ficou conhecido como "The Trail of the Royal Mounted". |
| Universal Pictures                                 | The Spell of the Circus                    | 10        | Aventura                  | Robert F. Hill                    | Ralph Bushman Alberta Vaughn Tom London                                                        | |
| Universal Pictures                                 | Finger Prints                              | 10        | Policial                  | Ray Taylor                        | Kenneth Harlan Edna Murphy Gayne Whitman Gertrude Astor                                        | |
| Universal Pictures                                 | Heroes of the Flames                       | 12        | Ação                      | Robert F. Hill                    | Tim McCoy Marion Shockley                                                                      | No Brasil, "O Herói das Chamas". |
| Universal Pictures                                 | Danger Island                              | 12        | Aventura                  | Ray Taylor                        | Kenneth Harlan Lucile Browne Walter Miller                                                     | |
| Universal Pictures                                 | Battling with Buffalo Bill                 | 12        | Western                   | Ray Taylor                        | Tom Tyler Lucille Browne William Desmond Rex Bell Francis Ford                                 | No Brasil: "Aventuras de Buffalo Bill". |
| 1932                                               |                                            |           |                           |                                   |                                                                                                | |
| Mascot Pictures                                    | The Shadow of the Eagle                    | 12        | Ação Aventura             | Ford Beebe B. Reeves Eason        | John Wayne Walter Miller Lloyd Whitlock Yakima Canutt                                          | No Brasil, “Águia de Prata”, em Portugal, “A Sombra da Águia”. |
| Mascot Pictures                                    | The Last of the Mohicans                   | 12        | Western Aventura          | Ford Beebe B. Reeves Eason        | Harry Carey Edwina Booth Lucile Browne Walter Miller                                           | No Brasil, "A Senda dos Moicanos", em Portugal, “O Último Moicano”. |
| Mascot Pictures                                    | The Hurricane Express                      | 12        | Ação                      | J. P. McGowan Armand Schaefer     | John Wayne Lloyd Whitlock                                                                      | No Brasil, "O Trem Ciclônico"/ O Expresso da Aventura. |
| Mascot Pictures                                    | The Devil Horse                            | 12        | Western                   | Otto Brower                       | Harry Carey Noah Beery Frankie Darro Greta Granstedt Yakima Canutt Apache                      | |
| Van Beuren Productions/RKO Pictures (distribuição) | The Last Frontier                          | 12        | Western                   | Spencer Gordon Bennet             | Lon Chaney Jr. Dorothy Gulliver Ralph Bushman William Desmond Joe Bonomo Yakima Canutt         | Em Portugal, "O Corsário Negro". No Brasil, "O Fantasma Vingador"/ "A Última Fronteira". |
| Universal Studios/ General Films                   | Detective Lloyd                            | 12        | Aventura                  | Ray Taylor Henry MacRae           | Jack Lloyd                                                                                     | Elenco e co-produção britânica, também conhecido como Lloyd of the C.I.D. e In the Hands of the Hinfu. |
| Universal Studios                                  | The Airmail Mystery                        | 12        | Ação Aventura             | Ray Taylor                        | James Flavin Lucille Browne Walter Brennan                                                     | No Brasil, "O Mistério do Correio Aéreo". |
| Universal Studios                                  | Heroes of the West                         | 12        | Western                   | Ray Taylor                        | Noah Beery Jr. Julie Bishop William Desmond Francis Ford Grace Cunard                          | Refilmado em 1938, como Flaming Frontiers. |
| Universal Studios                                  | The Jungle Mystery                         | 12        | Aventura                  | Ray Taylor                        | Tom Tyler Cecilia Parker William Desmond Francis Ford                                          | No Brasil: "O Mistério das Selvas" |
| Universal Studios                                  | The Lost Special                           | 12        | Western                   | Henry MacRae                      | Frank Alberston Cecília Parker Francis Ford Tom London Al Ferguson Joe Bonomo                  | No Brasil "O Trem Desaparecido" |
| 1933                                               |                                            |           |                           |                                   |                                                                                                | |
| Mascot Pictures                                    | The Whispering Shadow                      | 12        | Suspense                  | Colbert Clark Albert Herman       | Béla Lugosi Karl Dane Lloyd Whitlock Yakima Canutt                                             | No Brasil, "A Visão Fatal". |
| Mascot Pictures                                    | The Three Musketeers                       | 12        | Aventura                  | Colbert Clark Armand Schaefer     | John Wayne Lon Chaney Jr.                                                                      | No Brasil, "Os Três Mosqueteiros". |
| Mascot Pictures                                    | Fighting with Kit Carson                   | 12        | Western                   | Colbert Clark Armand Schaefer     | Johnny Mack Brown                                                                              | Foi o primeiro seriado de Johnny Mack Brown e o único do ator para a Mascot Pictures. No Brasil: "Sacrifício Glorioso". Em Portugal, "As Aventuras de Kit Carson". |
| Mascot Pictures                                    | The Wolf Dog                               | 12        | Aventura                  | Colbert Clark Harry L. Fraser     | Rin Tin Tin Jr. Frankie Darro Tom London Yakima Canutt                                         | No Brasil, "O Cachorro Lobo". Em Portugal, "Rin Tin Tin o Rei dos Lobos" |
| Mascot Pictures                                    | The Mystery Squadron                       | 12        | Ação Aventura             | Colbert Clark David Howard        | Bob Steele Yakima Canutt                                                                       | No Brasil: "A Flotilha Misteriosa". |
| Principal Pictures (Sol Lesser Productions)        | Tarzan the Fearless                        | 12        | Aventura                  | Robert F. Hill                    | Buster Crabbe Jacqueline Wells                                                                 | No Brasil "Tarzan, o Destemido". Foi o primeiro seriado de Buster Crabbe. |
| Universal Studios                                  | Clancy of the Mounted                      | 12        | Aventura                  | Ray Taylor                        | Tom Tyler Jacqueline Wells William Desmond Francis Ford Tom London                             | No Brasil: "Aventuras do Sargento Clancy" |
| Universal Studios                                  | The Phantom of the Air                     | 12        | Ação Aventura             | Ray Taylor                        | Tom Tyler Gloria Shea Craig Reynolds William Desmond Walter Brennan Tom London                 | No Brasil: "O Avião fantasma". |
| Universal Studios                                  | Gordon of Ghost City                       | 12        | Western                   | Ray Taylor                        | Buck Jones Francis Ford                                                                        | No Brasil, "A Vila dos Fantasmas". |
| Universal Studios                                  | The Perils of Pauline                      | 12        | Donzela em apuros         | Ray Taylor                        | Evelyn Knapp                                                                                   | No Brasil, “Os Perigos de Paulina”. |
| 1934                                               |                                            |           |                           |                                   |                                                                                                | |
| Mascot Pictures                                    | The Lost Jungle                            | 12        | Aventura                  | David Howard Armand Schaefer      | Clyde Beatty Mickey Rooney                                                                     | No Brasil, "O Sertão Desaparecido". Em Portugal, "A Floresta Perdida". A versão reduzida, com 68 minutos, teve no Brasil o nome "O Rei das Jaulas". |
| Principal Pictures (Sol Lesser Productions)        | The Return of Chandu                       | 12        | Aventura                  | Ray Taylor                        | Béla Lugosi Maria Alba                                                                         | Em 1935, reeditado como dois filmes de 65 minutos: The Return of Chandu (capítulos 1 a 4) e Chandu on the Magic Island (capítulos 5 a 12). |
| Mascot Pictures                                    | Burn'Em Up Barnes                          | 12        | Aventura                  | Colbert Clark Armand Schaefer     | Jack Mulhall Frankie Darro                                                                     | No Brasil, "O Conquistador Audaz" |
| Mascot Pictures                                    | The Law of the Wild                        | 12        | Aventura Western          | B. Reeves Eason Armand Schaefer   | Rin Tin Tin Jr. Ben Turpin Bob Custer Rex King of the Wild Horses                              | No Brasil, "O Dominador das Selvas". |
| Mascot Pictures                                    | Mystery Mountain                           | 12        | Western                   | Otto Brower B. Reeves Eason       | Ken Maynard Gene Autry Tom London                                                              | No Brasil, "A Montanha Misteriosa". |
| Romance Productions Incorporated                   | Young Eagles                               | 12        | Aventura                  | Edward Laurier Vin Moore          | Bobby Cox                                                                                      | No Brasil, "Escoteiros Heróicos" |
| Universal Studios                                  | Pirate Treasure                            | 12        | Aventura                  | Ray Taylor                        | Richard Talmadge Lucille Lund Walter Miller Patrick H. O'Malley, Jr. William Desmond           | No Brasil, "O Tesouro dos Piratas". Em Portugal, "O Tesouro do Pirata" |
| Universal Studios                                  | The Vanishing Shadow                       | 12        | Ficção científica         | Lew Landers                       | Onslow Stevens Ada Ince Walter Miller William Desmond                                          | Em Portugal, "A Sombra Misteriosa". |
| Universal Studios                                  | The Red Rider                              | 15        | Western                   | Lew Landers                       | Buck Jones Grant Withers Marion Shilling Walter Miller William Desmond                         | No Brasil, "O Cavaleiro Vermelho". Em Portugal, "Os Cavaleiros Vermelhos". |
| Universal Studios                                  | Tailspin Tommy                             | 12        | Aventura                  | Lew Landers (Louis Friedlander)   | Maurice Murphy Grant Withers                                                                   | No Brasil: "O Rei das Nuvens", ou "O Fantasma Aéreo". Teve uma sequência em 1936. |
| 1935                                               |                                            |           |                           |                                   |                                                                                                | |
| Burroughs-Tarzan Enterprises                       | The New Adventures of Tarzan               | 12        | Aventura                  | Edward A. Kull                    | Herman Brix                                                                                    | No Brasil, “Novas Aventuras de Tarzan”. |
| Mascot Pictures                                    | The Phantom Empire                         | 12        | Western Ficção científica | Otto Brower B. Reeves Eason       | Gene Autry Smiley Burnette                                                                     | No Brasil, "O Império dos Fantasmas". |
| Mascot Pictures                                    | The Miracle Rider                          | 15        | Western                   | B. Reeves Eason Armand Schaeffer  | Tom Mix Charles B. Middleton Tom London                                                        | Único seriado de Tom Mix e seu último filme. No Brasil “O Cavaleiro Alado”. Em Portugal, "O Mistério do X-94" |
| Mascot Pictures                                    | The Adventures of Rex and Rinty            | 12        | Aventura                  | B. Reeves Eason Ford Beebe        | Rin Tin Tin Jr. Rex, the Wonder Horse Smiley Burnette                                          | No Brasil, "Aventuras de Rex e Rinty". Em Portugal, "Aventuras de Rex e Rin Tin Tin". |
| Mascot Pictures                                    | The Fighting Marines                       | 12        | Ação Aventura             | B. Reeves Eason Joseph Kane       | Grant Withers Adrian Morris Ann Rutherford Tom London                                          | Último seriado da Mascot Pictures, absorvida a partir de então pela Republic Pictures |
| Herman Wohl Productions/ Screen Attractions        | Queen of the Jungle                        | 12        | Aventura                  | Robert F. Hill                    | Mary Kornman                                                                                   | No Brasil, “A Rainha do Sertão” |
| Super Serial Productions Inc.                      | The Lost City                              | 12        | Aventura                  | Harry Revier                      | Kane Richmond                                                                                  | No Brasil, "A Cidade Infernal" |
| Universal Studios                                  | Rustlers of Red Dog                        | 12        | Western                   | Lew Landers                       | Johnny Mack Brown Joyce Compton Raymond Hatton Walter Miller Harry Woods William Desmond       | No Brasil "Os Bandoleiros do Vale do Fogo". Em Portugal, "A Quadrilha do Terror". |
| Universal Studios                                  | The Call of the Savage                     | 12        | Aventura                  | Lew Landers                       | Noah Beery, Jr. Dorothy Short Harry Woods Walter Miller William Desmond Grace Cunard           | No Brasil, “O Selvagem do País Maravilhoso”, em Portugal, “No Reino da Selva”. |
| Universal Studios                                  | The Roaring West                           | 12        | Western                   | Ray Taylor                        | Buck Jones Muriel Evans Frank McGlynn Sr. Walter Miller William Desmond                        | No Brasil, "Aventureiros Heróicos". |
| Universal Studios                                  | Tailspin Tommy in the Great Air Mystery    | 12        | Aventura                  | Ray Taylor                        | Clark Williams Jean Rogers                                                                     | Sequência de Tailspin Tommy, de 1934. No Brasil: "O Grande Mistério", ou "O Grande Mistério Aéreo". Em Portugal, "Mistérios do Ar". |
| 1936                                               |                                            |           |                           |                                   |                                                                                                | |
| Republic Pictures                                  | Darkest Africa                             | 15        | Aventura                  | B. Reeves Eason Joseph Kane       | Clyde Beatty Elaine Shepard                                                                    | Primeiro seriado da Republic Pictures. No Brasil: "A Deusa de Joba" |
| Republic Pictures                                  | Undersea Kingdom                           | 12        | Ficção científica         | B. Reeves Eason Joseph Kane       | Ray Corrigan William Farnum                                                                    | No Brasil e em Portugal: "O Império Submarino" |
| Republic Pictures                                  | The Vigilantes Are Coming                  | 12        | Western                   | Ray Taylor Mack V. Wright         | Robert Livingston Kay Hughes Hoot Gibson                                                       | No Brasil, “Vigilantes da Lei”; em Portugal, “O Fantasma da Máscara Negra”. |
| Republic Pictures                                  | Robinson Crusoe of Clipper Island          | 14        | Aventura                  | Ray Taylor Mack V. Wright         | Ray Mala Mamo Clark Herbert Rawlinson                                                          | No Brasil, "O Novo Robinson Crusoé". |
| Stage & Screen Productions (Weiss Bros.)           | Custer's Last Stand                        | 15        | Western                   | Elmer Clifton                     | Rex Lease Lona Andre William Farnum Ruth Mix Jack Mulhall Helen Gibson                         | Em Portugal, "Entre Índios e Brancos". |
| Stage & Screen Productions (Weiss Bros.)           | The Amazing Exploits of the Clutching Hand | 15        | Mistério                  | Albert Herman                     | Jack Mulhall Mae Busch                                                                         | No Brasil, “A Mão Que Aperta”. Em Portugal, "A Mão Fatal". |
| Stage & Screen Productions (Weiss Bros.)           | The Black Coin                             | 15        | Mistério                  | Albert Herman                     | Dave O'Brien Ralph Graves Ruth Mix                                                             | Em Portugal, "Moedas Malditas". |
| Universal Studios                                  | The Adventures of Frank Merriwell          | 12        | Aventura                  | Clifford Smith Lew Landers        | Donald Briggs Jean Rogers Carla Laemmle                                                        | No Brasil, "As Aventuras de Frank, o Gladiador". |
| Universal Studios                                  | Flash Gordon                               | 13        | Ficção Científica         | Frederick Stephani                | Buster Crabbe Jean Rogers Charles B. Middleton                                                 | No Brasil, "Flash Gordon". |
| Universal Studios                                  | The Phantom Rider                          | 15        | Western                   | Ray Taylor                        | Buck Jones Marla Shelton Diana Gibson                                                          | No Brasil, "O Cavaleiro Fantasma". |
| Universal Studios                                  | Ace Drummond                               | 15        | Aventura Espionagem       | Ford Beebe Clifford Smith         | John King Jean Rogers Noah Beery Jr. Lon Chaney Jr.                                            | Em Portugal, "Ases Invencíveis". No Brasil, "Ás Drummond" |
| Victory Pictures Corporation (Sam Katzman)         | Shadow of Chinatown                        | 15        | Mistério                  | Robert F. Hill                    | Béla Lugosi Herman Brix                                                                        | No Brasil, Sombras de Chinatown, em Portugal, A Sombra do Bairro Chinês. |
| 1937                                               |                                            |           |                           |                                   |                                                                                                | |
| Weiss Bros./ Columbia Pictures (distribuição)      | Jungle Menace                              | 15        | Aventura                  | Harry L. Fraser George Melford    | Frank Buck                                                                                     | Primeiro seriado distribuído pela Columbia Pictures (produzido por Weiss Bros.). No Brasil, "Unhas e Dentes", ou "Ameaças da Selva". Em Portugal, "O Terror da Selva".                                                                                                 |
| Weiss Bros./ Columbia Pictures (distribuição)      | The Mysterious Pilot                       | 15        | Ação                      | Spencer Gordon Bennet             | Frank Monroe Hawks Dorothy Sebastian Yakima Canutt Tom London                                  | Produzido por Weiss Bros.. No Brasil, "O Fantasma do Ar". |
| Republic Pictures                                  | Dick Tracy                                 | 15        | Policial                  | Alan James                        | Ralph Byrd Smiley Burnette                                                                     | No Brasil, "Dick Tracy, o Detetive" Em Portugal, "Dick Tracy, o Perseguidor". |
| Republic Pictures                                  | The Painted Stallion                       | 12        | Western                   | Alan James                        | Ray Corrigan Hoot Gibson Yakima Canutt                                                         | No Brasil, "O Aliado Misterioso". Em Portugal, "O Mensageiro do Cavalo Pintado" |
| Republic Pictures                                  | S.O.S. Coast Guard                         | 12        | Ação                      | Alan James William Witney         | Béla Lugosi Ralph Byrd                                                                         | No Brasil, “Guarda-Costa Alerta”. Em Portugal, "S.O.S. Socorro!". |
| Republic Pictures                                  | Zorro Rides Again                          | 12        | Western                   | William Witney                    | John Carroll Tom London                                                                        | No Brasil: "A Volta do Zorro". Foi o primeiro seriado com o personagem, embora o primeiro longa metragem tenha sido em 1920, com Douglas Fairbanks. |
| Universal Studios                                  | Jungle Jim                                 | 12        | Aventura                  | Ford Beebe Clifford Smith         | Grant Withers Betty Jane Rhodes                                                                | No Brasil, "Jim das Selvas". Em Portugal, "A Rainha da Selva". |
| Universal Studios                                  | Secret Agent X-9                           | 12        | Espionagem                | Ford Beebe Clifford Smith         | Scott Kolk Jean Rogers David Oliver Monte Blue Henry Brandon                                   | No Brasil, "X-9, o Agente Secreto". Em Portugal, "Agente Secreto X-9". |
| Universal Studios                                  | Wild West Days                             | 13        | Western                   | Ford Beebe Clifford Smith         | Johnny Mack Brown George Shelley Lynn Gilbert Russell Simpson Walter Miller                    | No Brasil, "Perturbadores dos Prados". |
| Universal Studios                                  | Radio Patrol                               | 12        | Ação                      | Ford Beebe Clifford Smith         | Grant Withers Adrian Morris Kay Hughes                                                         | No Brasil, "Rádio Patrulha". Em Portugal, "A Fórmula Secreta". |
| Universal Studios                                  | Tim Tyler's Luck                           | 12        | Aventura                  | Ford Beebe Wyndham Gittens        | Frankie Thomas                                                                                 | No Brasil, "A Sorte de Tim Tyler", ou "A Patrulha do Marfim". |
| Victory Pictures Corporation (Sam Katzman)         | Blake of Scotland Yard                     | 15        | Policial                  | Robert F. Hill                    | Ralph Byrd                                                                                     | Último seriado americano independente. No Brasil, "A Sombra do Escorpião". |
| 1938                                               |                                            |           |                           |                                   |                                                                                                | |
| Weiss Bros./ Columbia Pictures (distribuição)      | The Secret of Treasure Island              | 15        | Aventura                  | Elmer Clifton                     | Don Terry Walter Miller                                                                        | Último seriado, produzido por Weiss Bros.), para a Columbia Pictures. No Brasil, e em Portugal, “O Segredo da Ilha do Tesouro”. |
| Columbia Pictures                                  | The Great Adventures of Wild Bill Hickok   | 15        | Western                   | Mack V. Wright Sam Nelson         |                                                                                                | No Brasil, “A Invasão dos Peles Vermelhas”. |
| Columbia Pictures                                  | The Spider's Web                           | 15        | Super-herói               | Ray Taylor James W. Horne         | Warren Hull                                                                                    | No Brasil, "A Aranha Negra". |
| Republic Pictures                                  | The Lone Ranger                            | 15        | Western                   | William Witney John English       | Lee Powell Chefe Thundercloud George Letz                                                      | No Brasil, "O Guarda Vingador". |
| Republic Pictures                                  | The Fighting Devil Dogs                    | 12        | Ficção científica         | William Witney John English       | Lee Powell Herman Brix                                                                         | No Brasil, "Demônios em Luta". |
| Republic Pictures                                  | Dick Tracy Returns                         | 15        | Policial                  | William Witney John English       | Ralph Byrd Lynne Roberts Charles Middleton                                                     | No Brasil, "A Volta de Dick Tracy". Em Portugal, "Os Seis Demônios do Crime" |
| Republic Pictures                                  | Hawk of the Wilderness                     | 12        | Aventura                  | William Witney John English       | Herman Brix Ray Mala                                                                           | No Brasil, "O Falcão da Floresta". |
| Universal Studios                                  | Flash Gordon's Trip to Mars                | 15        | Ficção científica         | Frederick Stephani                | Buster Crabbe Jean Rogers Charles B. Middleton                                                 | No Brasil "Flash Gordon no Planeta Marte". Em Portugal, "O Planeta Destruidor". |
| Universal Studios                                  | Flaming Frontiers                          | 15        | Western                   | Alan James Ray Taylor             | Johnny Mack Brown Eleanor Hansen Helen Gibson                                                  | No Brasil, "Fronteiras em Chamas". Em Portugal, "'Fronteiras em Chamas". |
| Universal Studios                                  | Red Barry                                  | 13        | Policial                  | Ford Beebe Alan James             | Buster Crabbe Edna Sedgewick Frances Robinson                                                  | No Brasil, “Red Barry”. Em Portugal, "'A Barreira Vermelha". |
| 1939                                               |                                            |           |                           |                                   |                                                                                                | |
| Columbia Pictures                                  | Flying G-Men                               | 15        | Aventura                  | Ray Taylor James W. Horne         | Robert Paige                                                                                   | No Brasil, "O Falcão Mascarado". |
| Columbia Pictures                                  | Mandrake the Magician                      | 12        | Mistério                  | Sam Nelson Norman Deming          | Warren Hull                                                                                    | No Brasil: "Mandrake, o Mágico" |
| Columbia Pictures                                  | Overland with Kit Carson                   | 15        | Western                   | Sam Nelson Norman Deming          | Bill Elliot Iris Meredith                                                                      | No Brasil, "Luta Sem Tréguas". Em Portugal, O Bando dos Máscaras Negras. |
| Republic Pictures                                  | The Lone Ranger Rides Again                | 15        | Western                   | William Witney John English       | Robert Livingston Chefe Thundercloud Duncan Renaldo                                            | No Brasil "A Volta do Cavaleiro Solitário". Em Portugal, "A Vingança do Fantasma". |
| Republic Pictures                                  | Daredevils of the Red Circle               | 12        | Aventura                  | William Witney John English       | Charles Quigley Herman Brix                                                                    | No Brasil, "Demônios do Círculo Vermelho" |
| Republic Pictures                                  | Dick Tracy's G-Men                         | 15        | Policial                  | William Witney John English       | Ralph Byrd Phyllis Isley Walter Miller                                                         | No Brasil, "Novas Aventuras de Dick Tracy". Em Portugal, "O Espião Assassino". |
| Republic Pictures                                  | Zorro's Fighting Legion                    | 12        | Aventura                  | William Witney John English       | Reed Hadley                                                                                    | No Brasil: "A Legião do Zorro" ou "A Legião de Combate do Zorro". Em Portugal, "A Legião dos Zorros". |
| Universal Studios                                  | Scouts to the Rescue                       | 12        | Aventura                  | Alan James Ray Taylor             | Jackie Cooper David Durand Bill Cody, Jr.                                                      | No Brasil, "O Tesouro dos Escoteiros". Em Portugal, "A Cidade Fantasma". |
| Universal Studios                                  | Buck Rogers                                | 12        | Ficção científica         | Ford Beebe Saul A. Goodkind       | Buster Crabbe Constance Moore Jackie Moran Anthony Warde                                       | No Brasil, "Buck Rogers". |
| Universal Studios                                  | The Oregon Trail                           | 15        | Western                   | Ford Beebe Saul A. Goodkind       | Johnny Mack Brown Louise Stanley Fuzzy Knight                                                  | Último seriado de Johnny Mack Brown. No Brasil "Perigos do Sertão". |
| Universal Studios                                  | The Phantom Creeps                         | 12        | Ficção científica         | Ford Beebe Saul A. Goodkind       | Béla Lugosi Dorothy Arnold Robert Kent                                                         | No Brasil e em Portugal, “A Sombra Destemida”. |